# Ernst Eduard Kummer
Ernst Eduard Kummer (Sorau, 1810. január 29. – Berlin, 1893. május 14.) német matematikus.

## Életútja
Gimnáziumi tanulmányait szülőhelyén végezte, 1828-ban a hallei egyetemen teologiát kezdett hallgatni, de csakhamar a matematikához fordult. 1831-ben doktorrá promoveáltatott. Mint gimnáziumi tanár eleinte szülőhelyén, majd 1832-től 1842-ig Liegnitzben működött. 1842-ben a boroszlói egyetemen a matematika tanára lett és midőn 1855-ben Dirichlet elhagyta Berlint, Kummer lett az utóda nemcsak az egyetemen és az akadémiában, melynek 29 éves kora óta levelező tagja volt, hanem a hadászati iskolában is. Ez utóbbi tanszékről 1874-ben lemondott, az egyetemről pedig 1884-ben vonult nyugalomba.

## Munkássága
Matematikai alkotásai közül számos maradandó nyomot hagyott a tudományban. Az analízisben fontos vizsgálatokat köszönünk neki, melyek a hipergeometrikus sorra, a határozott integrálokra, az Euler-féle függvényekre és a lassan konvergáló sorok összeadására vonatkoznak. A geometriában egy érdekes negyedrendű felület viseli Kummer nevét, mert ő vizsgálta meg először. Az algebrában a másodrendű felületek főtengelyeinek meghatározására szolgáló harmadfokú egyenlet diszkriminánsát vizsgálta meg részletesen. Ismét más dolgozatok a sugárrendszerekre és a légköri fénytörésre vonatkoznak. Működésének legnagyobb részét azonban a számelméletnek szentelte. Az egységgyökökből képezett komplexszámok elméletére vonatkozó vizsgálatait a párizsi akadémia 1857-ben az egyik nagy díjjal tüntette ki.

## Forrás
- Kummer. In  A Pallas nagy lexikona. Szerk. Bokor József. Budapest: Arcanum – FolioNET. 1998.  ISBN 963 85923 2 X